# 烏尼翁阿瓜布蘭卡區
7°04′44″S 79°02′28″W / 7.0788°S 79.0410°W
烏尼翁阿瓜布蘭卡區（西班牙語：Distrito de Unión Agua Blanca），是秘魯的一個區，位於該國北部卡哈馬卡大區的聖米格爾省，始建於1984年9月26日，面積171.7平方公里，海拔高度2,900米，2005年人口3,973，人口密度每平方公里23人。